# Léandre Griffit
Leandre Henri Griffit (Maubeuge, Francia, 21 de mayo de 1984), futbolista francés. Juega de delantero y su actual equipo es el Crystal Palace FC de la The Championship de Inglaterra.

## Selección nacional
Ha sido internacional con la Selección de fútbol de Francia Sub-21.

## Clubes
| Club              | País       | Año       |
| ----------------- | ---------- | --------- |
| Amiens SC         | Francia    | 2002-2003 |
| Southampton FC    | Inglaterra | 2003-2005 |
| Leeds United      | Inglaterra | 2005      |
| Rotherham United  | Inglaterra | 2005      |
| IF Elfsborg       | Suecia     | 2005-2007 |
| IFK Norrköping    | Suecia     | 2007-2008 |
| Crystal Palace FC | Inglaterra | 2008-     |

## Palmarés

### Campeonatos nacionales
| Título      | Club        | País   | Año  |
| ----------- | ----------- | ------ | ---- |
| Allsvenskan | IF Elfsborg | Suecia | 2006 |